# كريستيان زهرة
كريستيان زهرة هو مسير أعمال وسياسي أسترالي، ولد في 8 أبريل 1973 في مالطا. نشط حزبياً في حزب العمال الأسترالي. وقد انتخب عضو مجلس النواب الأسترالي ‏ عن دائرة Division of McMillan ‏ وقد انضم خلال فترته النيابية (3 أكتوبر 1998 – 9 أكتوبر 2004) للكتلة البرلمانية حزب العمال الأسترالي.